# ナビル・エル・ザール
ナビル・エル・ザール（Nabil El Zhar, 1986年8月27日 - ）は、フランス共和国ガール県アレス出身サッカー選手。モロッコにルーツを持つ。ポジションはミッドフィールダー。

## 経歴

### クラブ
2005年のFIFAワールドユース選手権での活躍が認められ、ASサンテティエンヌでトップチームデビューする前にリヴァプールFCに引き抜かれた。2011年8月、スペインのレバンテUDに完全移籍した。2015年8月、UDラス・パルマスへ移籍。
センターフォワード、セカンドトップ、ウイング、サイドハーフ、オフェンシブハーフなど前線の様々なポジションでプレーできる。

### 代表
U-16フランス代表への招集経験もあるが、2005年のFIFAワールドユース選手権予選でU-20モロッコ代表の招集に応じた。本大会では、準決勝でナイジェリアに敗れた。2008年3月26日、ベルギー戦でモロッコA代表デビューした。

## 所属クラブ
- 2006-2011  リヴァプールFC

→2010-2011  PAOK FC (loan)
- 2011-2015  レバンテUD
- 2015-2017  UDラス・パルマス
- 2017-2019  CDレガネス
- 2019-2021  アル・アハリ・ドーハ